# Temporada 2023 de Trucks Series México
La temporada 2023 de la Trucks Series México es la novena edición de dicho campeonato. Comenzó el 26 de marzo en Berriozábal y se espera que finalice el 12 de noviembre en la Ciudad de México.

## Calendario
El calendario consistirá en las siguientes 12 rondas:
| Ronda | Circuito                                    | Fecha               |
| ----- | ------------------------------------------- | ------------------- |
| 1     | Súper Óvalo Chiapas, Chiapas                | 26 de marzo         |
| 2     | Super Óvalo Potosino, San Luis Potosí       | 16 de abril         |
| 3     | El Dorado Speedway, Chihuahua               | 13 de mayo          |
| 4     | Autódromo de Querétaro, El Marqués          | 27-28 de mayo       |
| 5     | Óvalo Aguascalientes México, Aguascalientes | 10-11 de junio      |
| 6     | Autódromo Miguel E. Abed, Amozoc            | 8-9 de julio        |
| 7     | Autódromo Monterrey, Nuevo León             | 22-23 de julio      |
| 8     | Super Óvalo Potosino, San Luis Potosí       | 12-13 de agosto     |
| 9     | Autódromo de Querétaro, El Marqués          | 9-10 de septiembre  |
| 10    | El Dorado Speedway, Chihuahua               | 22-23 de septiembre |
| 11    | Autódromo Miguel E. Abed, Amozoc            | 21-22 de octubre    |
| 12    | Autódromo Hermanos Rodríguez                | 11-12 de novimebre  |

## Resultados

### Campeones
| Ronda | Gran Premio   | Circuito                                    | Pole position  | Ganador     |
| ----- | ------------- | ------------------------------------------- | -------------- | ----------- |
| 1     | Los Cabos 200 | Súper Óvalo Chiapas, Chiapas                | Rodrigo Maggio | Diego Ortíz |
| 2     | COMMSCOPE 200 | Super Óvalo Potosino, San Luis Potosí       | Diego Ortíz    | Diego Ortíz |
| 3     | Chihuahua 240 | El Dorado Speedway, Chihuahua               | Rodrigo Maggio | Diego Ortíz |
| 4     |               | Autódromo de Querétaro, El Marqués          |                |             |
| 5     |               | Óvalo Aguascalientes México, Aguascalientes |                |             |
| 6     |               | Autódromo Miguel E. Abed, Amozoc            |                |             |
| 7     |               | Autódromo Monterrey, Nuevo León             |                |             |
| 8     |               | Super Óvalo Potosino, San Luis Potosí       |                |             |
| 9     |               | Autódromo de Querétaro, El Marqués          |                |             |
| 10    |               | El Dorado Speedway, Chihuahua               |                |             |
| 11    |               | Autódromo Miguel E. Abed, Amozoc            |                |             |
| 12    |               | Autódromo Hermanos Rodríguez                |                |             |